# Bierkellerputsch
De Bierkellerputsch of Hitlerputsch was een staatsgreep in de avond/nacht van 8 november op 9 november 1923, waarbij Adolf Hitler, enkele vooraanstaande nazi's en de SA, samen met generaal Erich Ludendorff van de Conservatieve Nationalisten, in München de macht probeerden te grijpen, met de bedoeling om zo vanuit München de in Berlijn zetelende regering van de Duitse Weimarrepubliek omver te werpen. Hitler en de zijnen kregen echter niet voldoende steun en de poging werd uiteindelijk door politie en leger uiteen geschoten. Vier politieagenten en zestien deelnemers kwamen om bij deze gebeurtenis, die aanving in de Bürgerbräukeller; vandaar de naam Bierkellerputsch. 

## Achtergrond
De regering van Weimar kondigde in september 1923 de noodtoestand af wegens een gigantische inflatiepiek. In de praktijk hield zo'n noodtoestand in dat er grote bezuinigingsmaatregelen van kracht werden en dat er minder financiële middelen beschikbaar werden gesteld aan de deelstaatregeringen. In Beieren kwam de deelstaatregering vanwege dit besluit in opstand en ze stuurde aan op onafhankelijkheid binnen de Duitse Unie. 
De monarchistische premier van Beieren, Gustav von Kahr, benoemde zichzelf met hulp van enkele vooraanstaande zakenlieden en corrupte Duitse unionisten tot staatscommissaris. Deze aanstelling gaf Von Kahr een zekere dictatoriale bevoegdheid en ruimte om een junta tot stand te brengen. Von Kahr hield er nationalistische denkbeelden op na, die bij Hitler wel in de smaak vielen. Toch beschouwde Hitler Von Kahr slechts als een pion; Hitlers dictatoriale visie botste te veel met Von Kahrs monarchistische idee en ook het beeld van een zelfstandig Beieren stond Hitlers Groot-Duits idee in de weg. Volgens sommige lezingen zou Von Kahr Hitler hebben benaderd voor een putsch en zich later hebben bedacht zodat Hitler besloot zelfstandig te handelen. Volgens anderen zou hij zelfs Hitler hebben geprovoceerd zodat hij aanleiding zou hebben de noodtoestand uit te roepen. Een ander motief voor de putsch was de onrust binnen de partij en de SA: er bestond een gevaar dat de leden zouden overlopen naar een groep die wel tot actie was bereid, indien de NSDAP niets zou doen in deze crisistijd.
Hoe het ook zij, de NSDAP had een plan tot een staatsgreep in de koker, geïnspireerd door Mussolini's Mars op Rome het voorgaande jaar. De belangrijkste punten in München zouden worden bezet, waarna lokale leger- en politie-eenheden tezamen met de partij en sympathisanten naar Berlijn zouden oprukken. Onderweg zouden hun aantallen aanzwellen, waarna de regering wel zou moeten capituleren. De kans op succes was niet groot, maar de partij had zich verbonden aan de oorlogsheld Erich Ludendorff.

## Beieren en Groot-Duitsland
Adolf Hitler wist al omstreeks maart 1923 van de anticipatoire maatregelen van Beieren op een eventuele uitroeping van de noodtoestand door de regering in Weimar. Hitler had informanten namens de NSDAP in dienst die hem informeerden over de situatie in de regering van Beieren.
Hitler beredeneerde dat Beieren een obstakel zou vormen in een gang naar een Groot-Duits Rijk. Hij wilde koste wat kost Beieren neutraliseren en tot de orde roepen. Dit alles met de hulp van de NSDAP en de SA. Toen al wist Hitler dat er een rol was weggelegd voor zijn NSDAP in een vorming van een Groot-Duits Rijk.

## De voorbereiding

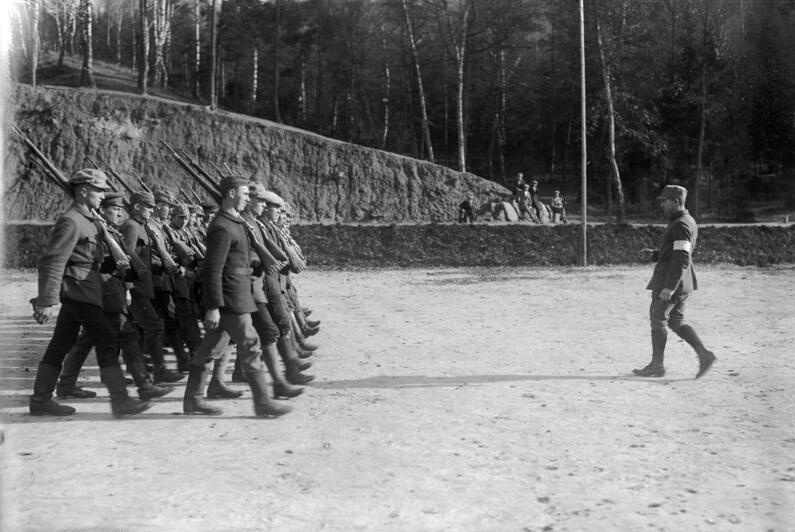
Nazi's bereiden zich voor op de aanstaande putsch

Hitler ontving van zijn informanten het bericht dat Von Kahr en andere Beierse regeringsleden op 8 november 1923 zouden spreken in de Bürgerbräukeller, een bierhal in München. Hitler beschouwde München als het centrum van waaruit hij de Weimarrepubliek ten val zou brengen, en wilde het dan ook als zodanig in handen krijgen. Alfred Rosenberg, Rudolf Hess en Ulrich Graf (Hitlers lijfwacht) stelden zich beschikbaar om Hitler te flankeren bij zijn inval. Hitler beval bovendien Hermann Göring om die dag het commando te voeren over 600 SA'ers die de bierhal zouden omsingelen. Een leger van een onbekend aantal SA'ers, onder commando van Ernst Röhm, zou zich in de Löwenbräukeller (een bierhal in de buurt) verschansen en op telefonisch commando van Hitler cruciale gebouwen bezetten. Ook Heinrich Himmler was als SA'er aanwezig bij de putsch; hij was vlaggendrager onder Görings SA-troep. Hitler rekende ook op de inzet van studenten van een school voor legerofficieren. Hij verwachtte van hen dat zij de SA zouden assisteren bij de bezetting van cruciale gebouwen.
De coup was overhaast en geïmproviseerd opgezet. De Mars op Rome was het voorbeeld maar Duitsland was Italië niet. De Weimarregering was niet populair maar had in november 1923 nu juist algemene steun bij de bevolking voor haar oproepen tot "lijdelijk verzet" tegen de Franse bezetting van het Ruhrgebied. Zelfs in München steunde het merendeel van de bevolking de NSDAP niet of stelde zich hooguit afwachtend op. Het gehele plan was mede gebaseerd op de sympathie voor de rechtse zaak binnen het Duitse leger, de Reichswehr. Dit gehoorzaamde echter aan generaal Hans von Seeckt, die direct bevel gaf München af te grendelen.

## De putsch

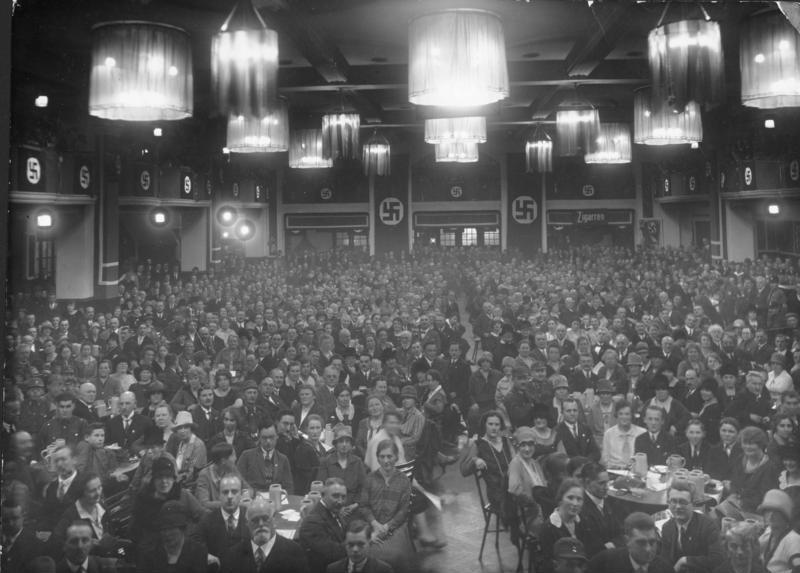
Een NSDAP-vergadering in de Bürgerbräukeller in 1923

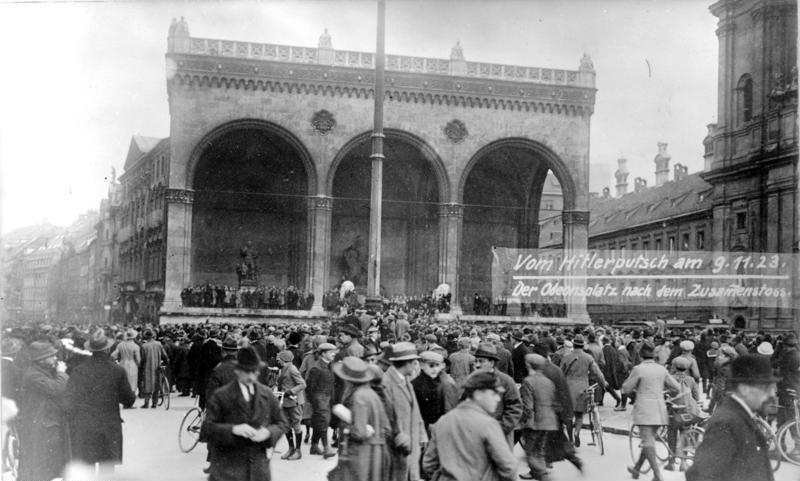
De Odeonsplatz na het vuurgevecht

Op 8 november rond acht uur 's avonds waren verscheidene kopstukken in de Bürgerbräukeller aanwezig. Ergens tussen halfnegen en negen, toen Von Kahr ongeveer een half uur had gesproken, stormde een groep SA'ers de zaal binnen, gevolgd door Adolf Hitler en zijn trawanten. Hitler schoot met zijn Browning in het plafond om de aandacht te krijgen en verklaarde dat de nationale revolutie begonnen was. De zaal was door zeshonderd gewapende SA-mannen omsingeld. Hitler meldde dat de regering was afgezet en er een voorlopige regering werd gevormd.
Hitler zonderde zich vervolgens af met Von Kahr, Otto von Lossow en Hans von Seisser. Via hen trachtte hij controle over de Beierse staat (Von Kahr), politie (Von Seisser) en lokale legereenheden (Von Lossow) te verkrijgen. De drie weigerden aanvankelijk, maar zwichtten toen Erich Ludendorff de zaal betrad. De oorlogsheld was aanvankelijk onaangenaam verrast maar besloot zich toch met de putsch te verbinden. 
Afgesproken werd dat deze vijf mannen onder leiding van Hitler een voorlopige regering zouden vormen: Hitler was de leider, Ludendorff kreeg het bevel over het leger, Von Lossow werd Reichswehr-minister, Von Seisser werd Polizei-minister en Von Kahr werd Landesverweser. Een eed van trouw werd afgelegd. Elders in München werden ook onder andere het Ministerie van Oorlog en het hoofdbureau van politie door SA-mannen bezet. Extreemrechtse jongeren liepen juichend over de straten en de nazi's kondigden de revolutie aan via aanplakbiljetten met als tekst: "Afkondiging aan het Duitse volk! De regering van de novembermisdadigers in Berlijn is vandaag afgezet. Een voorlopige Duitse nationale regering is gevormd, die bestaat uit generaal Ludendorff, Adolf Hitler, generaal Von Lossow en kolonel Von Seisser."
Hitler hoorde van moeilijkheden van SA-troepen elders en besloot hier zelf heen te gaan om de gemoederen te kalmeren. Von Kahr, Von Lossow en Von Seisser wisten Ludendorff over te halen hen te laten gaan. Onmiddellijk waarschuwden ze loyale leger- en politie-eenheden. Later zou Von Kahr beweren dat zijn eed niet gold omdat deze onder dwang was afgenomen. Toen Hitler laat in de nacht dacht dat alles opgelost was, was zijn revolutie in feite al verloren.
Toen de volgende dag bleek dat de leger- en politie-eenheden onderweg waren en het er steeds slechter uit begon te zien, besloot men tot een mars door München. Het doel hiervan was niet duidelijk. Het had het Ministerie van Oorlog kunnen zijn of een ander openbaar gebouw. Misschien hoopte men dat de bevolking of het leger alsnog de kant van de nazi's zouden kiezen. Maar dit gebeurde niet en het bleef bij hier en daar een "heil"-roep uit de omstanders. Ongeveer 2.000 mannen liepen mee. Na enkele straten kwamen ze bij een politiekordon op de Ludwigsbrücke, dat overtuigd werd de weg vrij te maken. Bij het tweede kordon in de Residenzstrasse nabij de Odeonsplatz en voor de Feldherrnhalle schoot echter iemand in de lucht en er ontstond een vuurgevecht. Zestien nazi's, vier agenten en een toevallige voorbijganger werden gedood. Ludendorff liep onverstoorbaar door en werd gearresteerd. Generaal Jakob von Danner arresteerde Röhm ter plaatse maar liet zijn mannen gaan. Göring ontsnapte, gewond door een kogel in de lies, naar Oostenrijk. Hitler vluchtte in een ziekenwagen met de tienjarige jongen Gottfried Mayr, die een schotwond in zijn bovenarm had. 
Hitler werd op 11 november gearresteerd in het buitenverblijf van de al gevluchte Ernst Hanfstaengl, nadat de vrouw van Hanfstaengl Hitler met een jiu-jitsugreep had belet om zelfmoord te plegen met zijn revolver.

## Het proces

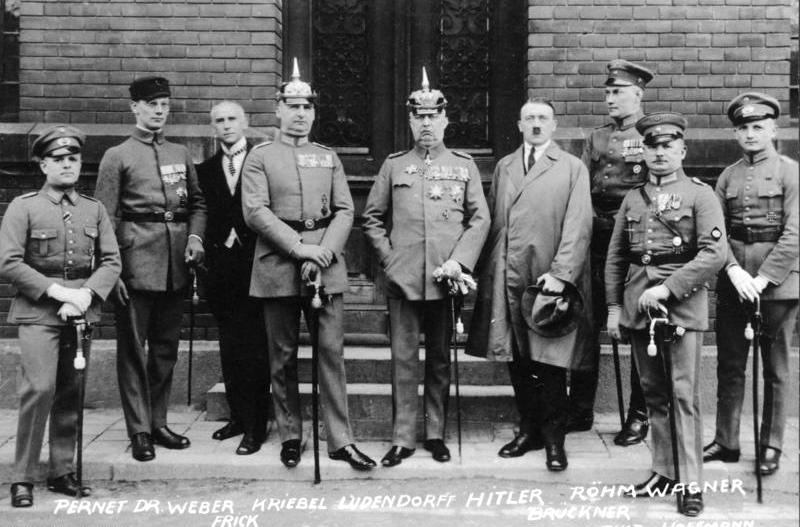
Groepsportret, na het proces Heinz Pernet, dr. Friedrich Weber, Wilhelm Frick, Hermann Kriebel, Erich Ludendorff, Adolf Hitler, Wilhelm Brückner, Ernst Röhm, Robert Wagner

Hitler, Ludendorff, Röhm en een aantal andere nazi's werden voor de rechtbank te München gedaagd wegens hoogverraad. Na een aanvankelijke depressie wist Hitler zijn verdediging met verve te organiseren. Hij kon immers een boekje opendoen over de dubieuze rol van Von Kahr, Von Lossow en Von Seisser, die zelf ook samenzweringsplannen hadden gehad en hadden toegestaan dat paramilitaire groeperingen zich konden bewapenen. Daarmee had hij de regering in ernstige verlegenheid kunnen brengen. Men durfde hem dus niet te hard aan te pakken. Bovendien waren veel rechters conservatief en anticommunistisch. In de jaren '20 werd een "rechtse moord" gemiddeld met 3,5 jaar bestraft terwijl linkse moordenaars gemiddeld 17 jaar opgelegd kregen. Dit gaf Hitler zijn zelfvertrouwen terug.
De rechters, met voorop voorzitter Georg Neithardt, waren opvallend mild. Hitler kreeg de kans zijn zitting in een propagandastunt te veranderen, waar hij betoogde dat hij schuldig was, maar dat er geen hoogverraad mogelijk was tegen een grondwet en regering waar het volk het niet mee eens was. De samenzweerders kregen zeer lichte straffen en Ludendorff werd vrijgesproken (waar hij zelf woedend over was). Het was duidelijk waar de sympathie van de rechters lag. Beierse juristen spraken schande van dit proces, het was een juridisch fiasco. Bovendien werd geen rekening gehouden met het feit dat Hitler eerder voor ordeverstoringen twee maanden voorwaardelijke celstraf had gekregen en nog in zijn proeftijd zat. Daarnaast was Hitler een Oostenrijker en zou daarom moeten worden uitgewezen. En bovendien was Hitler beschuldigd van een misdrijf waarvoor hij eigenlijk door het Hooggerechtshof te Leipzig berecht had moeten worden, niet in München. Hitler werd uiteindelijk tot 5 jaar gevangenisstraf veroordeeld, maar zou slechts dertien maanden vastzitten.

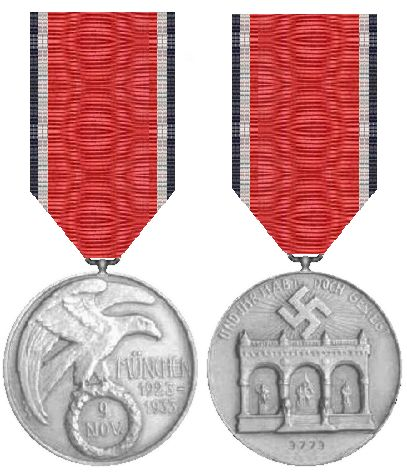
De voor- en keerzijde van de Bloedorde-medaille

Het proces droeg bij aan de grote verkiezingsoverwinning van de nazi's en hun extreemrechtse bondgenoten. De nazi's kregen tien Rijksdagzetels en hun noordelijke bondgenoten veertien. Bovendien had Hitler nu landelijke bekendheid gekregen op een moment dat het gedaan leek met hem en zijn partij. De overwinning zou snel teniet worden gedaan door een nederlaag en scheuringen zouden de partij teisteren, terwijl Hitler in de gevangenis van Landsberg Mein Kampf dicteerde aan Rudolf Hess. Dat deed er niet toe, zelfs niet toen de aanhang ook na diens vrijlating marginaal bleef. Hitler wachtte zijn kans af, tot hij in 1929 terug zou keren in de schijnwerpers.
In de jaren na 1933 werd tijdens bijeenkomsten regelmatig teruggedacht aan de strijd van de partij in de begindagen. De plek waar het vuurgevecht had plaatsgevonden, werd een heilige plek voor de nazi's. Wie door de Rezidentzstrasse liep werd geacht op de bewuste plek de Hitlergroet te brengen. Hitler verleende zeshonderd van zijn medeplichtigen de Bloedorde, een tijdlang de hoogste Duitse onderscheiding. Aan de zijkant van de Feldherrnhalle (een herdenkingshal voor de soldaten van het Beierse leger uit de 19e eeuw) werd een herdenkingsplaat bevestigd. Die is na de oorlog vervangen door een bronzen herinneringsplaat in de Rezidenzstrasse, naast de Feldhernhalle. Dit keer met de namen van de vier gevallen politiemensen erop.